# Ubušínek
Ubušínek (en allemand : Klein Ubuschin) est une commune du district de Žďár nad Sázavou, dans la région de Vysočina, en République tchèque. Sa population s'élevait à 93 habitants en 2020.

## Géographie
Ubušínek se trouve à 10 km au nord de Bystřice nad Pernštejnem, à 25 km à l'est-nord-est de Žďár nad Sázavou, à 55 km au nord-est de Jihlava à 143 km au sud-est de Prague.
La commune est limitée par Nedvězí au nord, par Sulkovec à l'est, par Dalečín au sud et par Jimramov à l'ouest.

## Histoire
La première mention écrite de la localité date de 1390.

## Transports
Par la route, Ubušínek se trouve à 14 km de Bystřice nad Pernštejnem, à 32 km de Žďár nad Sázavou, à 65 km de Brno, à 69 km de Jihlava et à 184 km de Prague.